# Susen Lösch
Susen Lösch (* 21. August 1993 in Jena) ist eine deutsche Orientierungsläuferin.
Lösch ist seit 2008 Mitglied im deutschen Nationalteam und kam zwischen 2008 und 2011 dreimal unter die ersten zehn bei den Jugend-Europameisterschaften im Sprint. 2012 und 2013 startete sie bei den Junioren-Weltmeisterschaften und kam dort u. a. auf einen 20. Platz auf der Langdistanz (2013). 
Bei den deutschen Meisterschaften gewann sie 2012 mit Silber im Sprint hinter Esther Doetsch ihre erste Medaille in der Hauptklasse. 2014 wurde sie in Bad Lippspringe im Sprint erstmals deutsche Meisterin in der Elite und ist heute die beste Orientierungsläuferin Deutschlands.
Lösch startet für den Verein USV Jena und international für Ärla IF aus Schweden. Ihr älterer Bruder Sören Lösch ist ebenfalls Orientierungsläufer.

## Platzierungen
| DM   | Sprint | Mittel | Lang | Staffel |
| ---- | ------ | ------ | ---- | ------- |
| 2012 | 2.     |        |      |         |
| 2013 | 5.     |        |      | 2.      |
| 2014 | 1.     | 3.     | 2.   | 3.      |
| 2015 |        | 3.     |      | 4.      |
| 2016 | 1.     | 1.     | 1.   |         |
| 2017 |        |        | 1.   |         |

| Bundesrangliste | Bundesrangliste |
| --------------- | --------------- |
| 2014            | 1.              |
| 2015            | 1.              |
| 2016            | 1.              |
| 2017            | 2.              |

| WM             | Sprint | Mittel | Lang | Staffel |
| -------------- | ------ | ------ | ---- | ------- |
| 2014 Trentino  | 31.    | 40.    | 44.  | 15.     |
| 2015 Inverness |        | 34.    | 37.  | 15.     |
| 2016 Strömstad |        | 30.    | 22.  | 9.      |
| 2017 Tartu     |        | 21.    | 22.  | 18.     |
| 2018 Riga      | 33.    | 18.    | 26.  | 16.     |

| Gesamt-Weltcup | Gesamt-Weltcup |
| -------------- | -------------- |
| 2011           | 119.           |
| 2014           | 114.           |
| 2015           | 58.            |
| 2016           | 64.            |
| 2017           | 48.            |

| Jugend-EM              | Sprint | Lang | Staffel |
| ---------------------- | ------ | ---- | ------- |
| 2008 Solothurn         | 6.     | 11.  | 3.      |
| 2009 Kopaonik          | 7.     | 13.  |         |
| 2010 Soria             | 16.    | 24.  | 7.      |
| 2011 Jindřichův Hradec | 8.     | 11.  | 17.     |

| Junioren-WM         | Sprint | Mittel | Lang | Staffel |
| ------------------- | ------ | ------ | ---- | ------- |
| 2012 Košice         | 49.    | 19.    | 24.  | 17.     |
| 2013 Hradec Králové | 27.    | 25.    | 20.  | 12.     |